# みかんの花咲く丘
みかんの花咲く丘（みかんのはなさくおか）は、日本の童謡。
第二次世界大戦の終戦直後に生まれた、日本を代表する童謡の名作の1つとして知られる。1946年8月25日に発表された。作詞は加藤省吾、作曲は海沼實による。レコードは、井口小夜子が吹き込んだもの（1947年7月・キングレコード、表記は「みかん花咲く丘」）と、川田正子が吹き込んだもの（1947年〜1948年頃・日本コロムビア）が存在する。
「戦後生まれの童謡の中では最大のヒット曲」とも称される。

## 解説
1946年8月25日、NHKのラジオ番組『空の劇場』で東京・内幸町の本局と静岡県伊東市立西国民学校を結ぶ、ラジオの「二元放送」が行われることになった。放送には当時12歳で人気絶頂の童謡歌手であった川田正子が出演することになっており、作曲家の海沼實が川田が歌う曲の作曲を任されていたが、前日の24日になっても作品は仕上がっていなかった。そこへ音楽の月刊雑誌「ミュージック・ライフ」編集長の加藤省吾が、川田の取材のため、海沼が滞在していた川田宅を訪ねてきた。海沼は加藤に事情を説明し、必要な歌詞の大まかな流れを加藤に説明した上で、その場で作詞するよう加藤に求めた。
加藤はまず主題から検討した。放送の行われる静岡から加藤がまずイメージしたのは、みかんであった。しかし当時、サトウハチロー作詞の『リンゴの唄』が並木路子と霧島昇の歌唱で大ヒットしており、みかんの実の方を扱えば加藤の先輩にあたるサトウ・ハチローから「二番煎じ」と嫌味を言われるおそれがあった。8月はみかんは実がなっている季節（花の見頃は5月上旬の２～３週位）であったが、あえて実ではなく、花の方を主題とすることに決め、海沼が指示した流れにみかんの花が咲く情景を盛り込む形で、1番と2番にあたる部分を完成させた。3番も作るよう求められた加藤は、自らの体験を元に3番を書き足し、海沼の依頼から約30分で歌詞を完成させた。
原稿を受け取ると海沼はGHQで詞の検閲を受け、検印を受けるとすぐに伊東行きの列車に乗り、列車の中で作曲を始めた。車窓にみかん畑が現れる国府津駅付近でやっと前奏が浮かび、伊東線の宇佐美駅付近でようやく曲が完成した。宿に着くと海沼は川田とともに入浴し、作ったばかりの旋律を口移しで川田に教えた。翌日の放送では川田はまだ歌詞を覚えておらず、海沼が名刺の裏に書いた歌詞を見ながら歌う、という慌ただしさであったが、歌は日本全国に大反響を呼び、『みかんの花咲く丘』は、日本を代表する童謡作品となって、現在にいたるまで広く歌い継がれている。
加藤省吾と海沼實の2人によって作られた童謡として、「すずらんの花咲く丘」という曲もある。なお、『みかんの花咲く丘』を最初に歌った川田正子は、2006年1月22日に71歳の生涯を閉じたが、彼女の所属した音羽ゆりかご会の演奏活動と、その会長である三代目海沼実らによる童謡普及活動によって、これらの名作は今なお広く愛唱されている。
1989年（平成元年）に「『日本のうた・ふるさとのうた』全国実行委員会」がNHKを通じて全国アンケートにより実施した「あなたが選ぶ日本のうた・ふるさとのうた」で、本曲が第6位を獲得した。
1991年、リクルートの転職情報誌『B-ing』のCMソングに起用された。
2003年（平成15年）にNPO「日本童謡の会」が全国約5800人のアンケートに基づき発表した「好きな童謡」で第4位に選ばれた。
2003年、2004年3月にTBS系愛の劇場枠で放送された新・天までとどけ4、5の主題歌（唄・栞）に使われた、ドラマの舞台は西伊豆町である。
2006年（平成18年）に文化庁と日本PTA全国協議会が「日本の歌百選」に選定した。
2015年3月29日には、伊東線の宇佐美駅と伊東駅で発車メロディとして採用、2022年5月2日からは国府津駅でも採用されている。
Jリーグの愛媛FCの応援ソングになっており、選手入場時にサポーターが歌う。

## 歌詞
歌詞は、3番で主人公が思い出す人物が母であるものと、姉であるものの2種がある。最初に加藤が書いた詞では母であったが、発表当時は戦争で母親を失った子供も多かったことに配慮し、姉であれば嫁いでいった姉のことを思い出していると解することもできるだろうとして歌詞が改変された。題名も当初は「みかん花咲く丘」であったが、発表までの間に「みかんの花咲く丘」に変更されている。

## 歌碑など
作詞をした加藤省吾の出身地である静岡県には、複数の歌碑がある。モデルとなった伊東市宇佐美の亀石峠には、「みかんの花咲く丘」の歌碑が建っている。地元を走るバス会社・東海自動車のバスガイドは入社するとまず、この歌の指導を受けるという。ラジオ中継の際、放送番組関係の一行が投宿した伊東市岡のニューかにやホテルは、後に聚楽に買収されて伊東ホテル聚楽となった。伊東ホテル聚楽は「みかんの花咲く丘のホテル」と称し、敷地内にも歌碑が設置されている。また加藤が一時疎開していた埼玉県深谷市にも歌碑がある。
国道197号のうち愛媛県内の一部区間には佐田岬メロディーラインの愛称があり、特殊な舗装により一定速度で走行するとタイヤの音が「みかんの花咲く丘」を奏でる。
兵庫県たつの市の白鷺山公園には童謡の小径と名付けられた散策路があり、「みかんの花咲く丘」の歌碑がある。これは整備にあたって全国から「あなたの好きな童謡」を募集したところ、上位8曲の1曲に「みかんの花咲く丘」が入ったことによる。